# Н'Ґангуе М'Вумбе
Н'Ґангуе М'Вумбе Макосо Маномбо (*д/н — 1766) — 9-й малоанґо (володар) держави Лоанґо.

## Життєпис
Походив з династії Буванджі, гілки відомої як Друга династія Лоанго. Спадкував батькові або братові Н'Ґангуе М'Вумбе Бікулу. Відомостей про нього обмаль. Відомо лише, що місцеві вожді скаржилися на його надмірну владу. Також відомі його стосунки з французькими єзуїтами та торгівцями.
1766 року після смерті малоанго почалася боротьба за владу. Водночас керівництво державою взяла рада 27 кланів. Лише у 1773 році переміг клан на чолі із Мое Поаті I.